# タイガーマスク
『タイガーマスク』は、原作：梶原一騎・作画：辻なおきの1968年の日本の漫画、日本のテレビアニメ。

## 概要
1968年から1971年にかけて、以下の漫画雑誌に連載された。
- 『ぼくら』（1968年1月号から1969年10月号まで）
- 『週刊ぼくらマガジン』（1970年1号から1971年23号まで）
- 『週刊少年マガジン』（1971年26号から同年53号まで）

知名度の点では、『巨人の星』や『あしたのジョー』と並んで、梶原一騎の代表作に数えられる。
作品の特徴としては、
- 同じ孤児という出自で格闘技の世界に身を投じる『あしたのジョー』の主人公・矢吹丈と、本作の伊達直人の好対照[疑問点 – ノート]
- 「大金を稼げるようになったのは虎の穴のおかげ、恩知らずは死ね!」と断じる“育ての親”との死闘という、『巨人の星』の星親子よりさらに壮絶さを前面に押し出した物語としての側面
- あるいは、孤児に試練を与え、勝ち残ったものだけを育てる虎の穴と、孤児を無条件で支援する伊達直人の「孤児支援への姿勢」に関するイデオロギー対立
- 梶原一騎の家庭がキリスト教だったので（本人はクリスチャンではない）、キリストの「自己犠牲の愛」を、伊達直人の生き方に反映。

などが指摘されている。

## あらすじ
孤児院「ちびっこハウス」の伊達直人は子供の頃に動物園の虎の檻の前でケンカをして相手を叩きのめしたのがきっかけで、悪役レスラー養成機関「虎の穴」にスカウトされる。
虎の穴での殺人トレーニングをこなす日々の中で、自分と同じような生い立ちを持つ孤児たちに、同じような苦しみを味わわせたくないという想いを抱くようになり、虎の穴を卒業。悪役覆面レスラー「タイガーマスク」としてプロレスデビューをしてからは、収入の一部を孤児院へ寄付するようになった。当初は虎の穴へのファイトマネーの半額という上納金は支払った上で、自分の手取り分の範囲内での援助を考えていたが、自分の出身施設である孤児院「ちびっこハウス」の窮状を知り、虎の穴へ納める分まで寄付せざるを得なくなる。虎の穴はタイガーを裏切り者とみなし、タイガーを倒すための刺客を次々と送って来る。
同じ裏切り者となるなら、せめて後輩となる「ちびっ子ハウス」の子供たちに恥じない戦いをしたいと、悪役からフェアプレーで戦う正統派スタイルへ転向。当初は、身についた悪役ファイトが抜けきれず、また正攻法では大物レスラーを相手に通用しないので、苦闘の連続だった。レフェリーの目を盗んだ喉笛へのトウキックなどの隠し技を使うこともあったが、ジャイアント馬場にあっさりこれを見抜かれ、以後封印する。
やがて、ウルトラ・タイガー・ドロップ、フジヤマ・タイガー・ブリーカー（アニメでは「ウルトラ・タイガー・ブリーカー」）、タイガーVなど、独自の必殺技を開発していく。
しかし、虎の穴が次々と送り込んでくる悪役レスラーたちとの死闘の中、反則に反則で応えてしまうこともしばしばあり、「虎の穴」で身についた悪役スタイルと正統派でありたい意識の中でながく葛藤した。直人がこの苦悩から解放されるのは、ミル・マスカラスの弟、エル・サイケデリコから、正統派のイメージにこだわるあまり、ルールで認められた5カウント内の反則まで否定してしまった兄の苦悩を聞かされてからである。
この助言を受けて、ようやく虎の穴の呪縛から逃れ、テクニックでも反則技でも一流だったルー・テーズの再来を目指すこととなる。ドリー・ファンク・ジュニアとの世界タイトルマッチが実現、ぎりぎりまで追い詰めるものの、ジュニアはセコンド・シニアの指示でレフェリーの沖識名を殴打、苦し紛れの反則負けにもちこまれタイトル奪取ならず。大阪での再戦当日、直人は車にひかれそうになった子供をかばって死亡した。最後の力を振り絞って所持していた虎の覆面を近くの川へ投げ捨てたため、伊達直人の事故死とタイガーマスクの失踪はむすびつけて考えられることはなかった。

## 登場した実在外国人レスラー
実在するプロレスラーも作品内に登場し、タイガーマスクと戦っている。
- ジャック・ブリスコ（※アニメ2話でも実名で登場）
- バロン・シクルナ
- ザ・コンビクト（スタン・フレイジャー）
- ミル・マスカラス
- エル・サイコデリコ
- フレッド・ブラッシー
- ドン・レオ・ジョナサン
- ディック・ザ・ブルーザー
- キラー・コワルスキー
- ドリー・ファンク・ジュニア
- アブドーラ・ザ・ブッチャー
- ザ・デストロイヤー
- ボボ・ブラジル

この中では、ドン・レオ・ジョナサンは、得意技のハイジャック・バックブリーカーでタイガーマスクに勝利した唯一の実在レスラーである。ただし、このエピソードは、2006年5月の時点で読めるほとんどの版で欠番になっている。全体として、前半よりも後半の方が実在レスラーの扱いが良く、ディック・ザ・ブルーザーなどは、前半ではゴリラマンや「赤き死の仮面」の引き立て役として情けない描かれかたをしていたが、後半、久々の登場では別人のように堂々たる強豪レスラーとしてタイガーを苦しめている。
- モンスター・ロシモフ名義でアンドレ・ザ・ジャイアントも名前だけ出てくるが、試合のシーンはない。

## 登場人物
伊達 直人 / タイガーマスク
声 - 富山敬、森功至（第31 - 39話のみ）
10年前、ルリ子たちと共に「ちびっこハウス」で育った孤児。中学生3人をやっつけた素質を見込まれてスカウトされ、悪役レスラーの養成機関である「虎の穴」に入るため外国に渡った。過酷な特訓に耐えてタイガーマスクとなって帰国し、ちびっこハウスを度々訪れては援助の手を差し伸べる。子供たちの前では自分がタイガーマスクであることを隠すため、運動音痴で軽薄な成金青年を演じている。子供たちからは“キザ兄ちゃん”と呼ばれている。年齢22歳。身長181cm（タイガーマスク時）。体重87kg。愛車はジャガー・ピラーナ。
虎の穴出身レスラーとして反則おかまいなしのファイトスタイルとその無類の強さから“黄色い悪魔”と呼ばれる。だが自身の心の底にある願望と、同じ虎の穴出身レスラーであるブラック・バイソンとの対戦の際に若月ルリ子の「健太に正しい道を示してほしい」という願いを聞き入れてからは、フェアープレーによる正統派レスラーを目指すようになる。しかし、それがきっかけで次々と刺客として送り込まれる強力な虎の穴レスラーとの死闘の中で苦戦を強いられるようになり「正統派レスラーでありたい」とする自分の理想との間で長く苦しむこととなった。また敵対した虎の穴レスラーに対しても「ゴールデン・マスクの素顔を記者が撮影出来ないようにする」など一定の配慮をしており「虎の穴で鍛えられた覆面レスラー」同士の親近感はあった。
当初は健太らちびっこハウスの窮状さえよくなればと思い戦っていたが、馬場たちとの巡業先で見た孤児院「希望の家」の窮状を見てこうした施設が全国にあることを知り、すべての孤児たちのため戦うことを決意する。
原作漫画では、そのファイトマネー全てを費やし孤児達への無償のテーマパークである「みなしごランド」を設立するのが夢であった。『ぼくら』時代と『ぼくらマガジン』以降の作品、メディアではマスクのデザインが異なる。
若月 ルリ子
声 - 山口奈々（第1 - 78話）→野村道子（第79 - 105話）
本作のヒロイン。若月先生の妹であり、直人とは兄妹同様に育った幼なじみ。兄を助けて苦しい家計をやりくりするしっかり者で、ちびっ子ハウスでは母親がわりとなって子供たちの世話をやき、“ルリ子姉さん”と慕われている。優しく健気な女性だが、子供たちを守るためなら一歩も引かない芯の強さを持っている。直人には淡い恋心を抱いており、彼のことをタイガーマスクではないかと思っている。健太が人としての道を踏み外しかけた際、ブラック・バイソン戦でのファイトで正しく導いたタイガーの姿を“血みどろの天使”と表現した。
若月先生
声 - 中川謙二
亡き父の意思を受け継ぎ、一度は解散したちびっこハウスを再建した人物。身寄りのない孤児たちを引き取って育てている。温厚な人柄で、子供たちのイタズラにも全く怒ることはない。父親代わりになって子供たちを温かく見守っている。
健太
声 - 野沢雅子
ちびっこハウスの一員で、わんぱくで人一倍負けん気の強い男の子。どんな敵にも恐れずに立ち向かってゆくタイガーマスクに憧れ、部屋にはタイガーマスクの写真を飾っている。タイガーを神様とまで思うあまり、タイガーと獣人ゴリラマンとの対戦の前には人目を盗んで水ごりを行い急性肺炎となってしまったほどである。自分はみなしごと思い、いざとなったら悪いことをやっても構わないとさえ思っていたが、タイガーの試合ぶりを見て正しい生き方を目指すようになる。その正体である直人については金持ちであることをひけらかすキザ野郎だとして当初は嫌っていたが、次第に心を許して慕うようになってゆく。
ちびっこハウス一同で観戦に来た覆面リーグ戦でのスカルスター戦では、相手の反則を暴きタイガーの窮地を救う活躍も見せている。また、覆面リーグ戦を経て悪役レスラーに戻りつつあり、自分だけの必殺技を求めていたタイガーには、餅つきで見せた動作で必殺技「ウルトラ・タイガー・ドロップ」を編み出すヒントを与えている。
ジャイアント馬場
声 - 兼本新吾
人格、実力、人気共にナンバーワンの、日本プロレス界のエース。恵まれた体格を生かした必殺技・16文キックは、とてつもない破壊力を秘めている。タイガーマスクの実力を認め、正統派レスラーとなるよう助言。自身のタッグパートナーに選んだこともある。覆面リーグ戦ではアフリカ出身の覆面レスラー「グレート・ゼブラ」と称して、タイガーの助っ人として登場。強敵のザ・ライオンマンを全く寄せ付けずタイガーにフィニッシュを譲った強さである。またタイガーが編み出した必殺技、ウルトラ・タイガー・ドロップの名付け親でもある。多少の確執があっても、正統派レスラーとして目覚めたタイガーをどんな時でも信頼しており、無冠であったタイガーマスクをアジア王者決定戦に日本代表として推薦したもの彼である。師匠・力道山の悲願である何十年かかっても「世界のプロレスタイトルを正統派レスリングで全て日本に持ち帰る」と言う目的がある。
アントニオ猪木
声 - 中曽根雅夫
日本プロレス界の若きホープ。馬場に比べるとやや直情的な性格だが、タイガーマスクが悪役から転向してからは良き先輩として力になる。その実力は誰もが認めるところであり、タイガーマスクとタッグを組むことも多い。アニメ2話では、まだ「黄色い悪魔」時代のタイガーと組み実在で日本プロレス時代の猪木のライバルであった正統派レスラーであるジャック・ブリスコと対戦している。
大木金太郎
声 - 富田耕生
アジア王座決定戦に韓国代表として日本代表のタイガーマスクと共に出場。ミスター・?（クエスチョン）に一杯喰わせるなど、タイガーマスクの優勝に援護を果した。声優はアジア選手権のみのものであり、その他のシーンでは富田が演じてはいない。
嵐 虎之介
声 - 北川国彦
アニメオリジナルキャラクター。嵐十段と呼ばれる柔道家。高潔な人格者で、正統派レスラーに転向した後も反則ファイトを捨てきれないタイガーに助言を与え、心の迷いを克服させた。剣術の大家でもあり、その極意を披露することでタイガーマスクにオリジナル必殺技を開発するヒントを与える。馬場の師匠である故人の力道山にも恩師として慕われており、馬場とタイガーマスクまで三世代を面倒見ていた事になる。
ミスターX
声 - 柴田秀勝
「虎の穴」極東地区を統括するマネージャー。外見は片眼鏡を付けた紳士だが、性格は恐ろしく冷酷かつ残忍。掟である上納金の支払いを拒絶したタイガーマスクを裏切り者と認定し、処刑のために殺し屋や死神レスラーたちを次々と日本に送り込む。覆面リーグ戦ではレフェリーも担当。
声を担当した柴田にとっては、本作が声優としての本格デビュー作でもあった。
虎の穴の三人の支配者
声 - 中曽根雅夫（キングタイガー）、北川国彦（ビッグタイガー）、中川謙二（ブラックタイガー）
悪役レスラー専門の養成機関「虎の穴」に君臨する三人の恐怖の支配者。三人とも同じマスクをかぶっているため、国籍・年齢などは一切不明。その冷酷さと残酷さは、ミスターXですら青ざめるほどである。組織の掟を破った者は決して許されず、地の果てまでも刺客に追われて処刑される。その正体はかつて世界中のマット界で暴れまわった「幻の三人のタイガー」であり、終盤では自らタイガーマスクを抹殺すべく出陣する。なおブラック・タイガーは実在するプロレスラーとは異なり、黒い虎の覆面ではなく全身の肌が黒い黒人レスラーである。
虎の穴のボス / タイガー・ザ・グレート / ミラクル3
声 - 鈴木泰明、野田圭一（28話のみ）、加藤精三（75話のみ）
28話で初登場する。世界的シンジケートの一員で、プロレス興行部門を統括している。地獄のシゴキ一辺倒だった虎の穴を、近代的な指導体制に改組させた。当初は姿を見せない謎の存在だが、「幻の三人のタイガー」までも敗れたことを受け、タイガーマスク抹殺の指揮をとるようになる。ミスターXに直人を暗殺せよと指令を与えつつ、来るべき対決に備えてタイガーの戦い方を研究し、実力を見極めようとする。その正体は「虎の穴」の創設者で、かつては世界中を荒らしまくった天才レスラー。
大門 大吾 / ミスター不動
声 - 立壁和也
アニメオリジナルキャラクター。かつて「虎の穴」で共に修業した直人の親友。訓練生時代に脱走を図るが失敗。その時に命を救われて以来、直人には恩義を感じていた。実力はタイガーマスクに勝るとも劣らず、「虎の穴」ではコーチも務めていた。ミスターXによって死よりもつらい拷問を受け、親友と戦うことに苦悩しながらもタイガーマスク抹殺の刺客となる。その後は暫く建築関係の仕事をしていた。被爆者であるかは不明ではあるが原爆が投下された戦後の広島市で少年時代を過ごしており、アジア王者大会に出向いたタイガーマスクこと直人に「日本は平和になったが、世界では　まだまだ苦しんでる子供たちが居る」と警告をおくり、現状のインドで物乞いをする子供達に遭遇し直人はそれを痛感した。最終的にはタイガーマスクのパートナー・ミスター不動となるが「虎の穴」の刺客により命を絶たれる事となる。
高岡 拳太郎 / ケン高岡 / イエローデビル
声 - 田中亮一
アニメオリジナルキャラクター。「虎の穴」の刺客レスラーの一人。彼の父の死後、病身の母と幼い妹のため、牛乳配達をして家計を支えていたが、座卓を一撃で叩き割る空手の実力を買われ、「虎の穴」の練習生としてミスターXにスカウトされた。残してきた家族を思って脱走を図るものの失敗。母親が死んだのはタイガーマスクのせいだと吹き込まれ、打倒タイガーマスクを誓う。しかしタイガーマスクに敗れた後、母の死の真相を知らされ「虎の穴」を脱退。正統派レスラーとしての道を歩んでいく。第94話「身替りの虎」において、事故で試合に間に合わなかった直人に代わり、タイガーマスクの覆面を被って、身替りに試合に出場する（ジャーマン・スープレックス・ホールドでユダに勝利）。
後日談のアニメ第3作『タイガーマスクW』にも登場する。
実況アナウンサー
声 - 野田圭一
野田は次回予告ナレーションも兼任している。
その他の登場レスラーについては虎の穴を参照のこと。

## 書誌情報
講談社コミックス（マガジンKC）タイガーマスク
1. 1969年5月20日、ISBN 4-06-109056-9
2. 1969年5月20日、ISBN 4-06-109057-7
3. 1969年8月9日、ISBN 4-06-109066-6
4. 1969年8月9日、ISBN 4-06-109067-4
5. 1970年4月20日、ISBN 4-06-109085-2
6. 1970年6月10日、ISBN 4-06-109089-5
7. 1970年8月1日、ISBN 4-06-109092-5
8. 1970年10月1日、ISBN 4-06-109098-4
9. 1970年12月1日、ISBN 4-06-109104-2
10. 1971年1月20日、ISBN 4-06-109111-5
11. 1971年4月20日、ISBN 4-06-109119-0
12. 1971年8月10日、ISBN 4-06-109129-8
13. 1971年11月10日、ISBN 4-06-109133-6
14. 1972年2月10日、ISBN 4-06-109141-7

講談社コミックススペシャル（KCSP）タイガーマスク
1. 1991年2月6日、ISBN 4-06-101492-7
2. 1991年3月6日、ISBN 4-06-101493-5
3. 1991年4月6日、ISBN 4-06-101494-3
4. 1991年5月9日、ISBN 4-06-101495-1
5. 1991年6月6日、ISBN 4-06-101496-X
6. 1991年7月6日、ISBN 4-06-101497-8
7. 1991年8月6日、ISBN 4-06-101498-6
8. 1991年9月6日、ISBN 4-06-101499-4
9. 1991年10月5日、ISBN 4-06-305557-4

講談社コミックス（KCDX） 完全復刻版 タイガーマスク
1. 1994年6月20日、ISBN 4-06-319473-6
2. 1994年6月20日、ISBN 4-06-319474-4
3. 1994年7月19日、ISBN 4-06-319475-2
4. 1994年7月19日、ISBN 4-06-319476-0
5. 1994年8月18日、ISBN 4-06-319477-9
6. 1994年8月18日、ISBN 4-06-319478-7
7. 1994年9月19日、ISBN 4-06-319479-5
8. 1994年9月19日、ISBN 4-06-319480-9
9. 1994年10月18日、ISBN 4-06-319481-7
10. 1994年10月18日、ISBN 4-06-319482-5
11. 1994年11月18日、ISBN 4-06-319483-3
12. 1994年11月21日、ISBN 4-06-319484-1
13. 1994年12月12日、ISBN 4-06-319485-X
14. 1994年12月12日、ISBN 4-06-319486-8

講談社漫画文庫 タイガーマスク
1. 2001年8月8日、ISBN 4-06-360059-9（解説：佐山聡）
2. 2001年8月8日、ISBN 4-06-360060-2（解説：斎藤貴男）
3. 2001年8月8日、ISBN 4-06-360061-0（解説：杉作J太郎）
4. 2001年9月12日、ISBN 4-06-360062-9（解説：三沢光晴）
5. 2001年9月12日、ISBN 4-06-360063-7（解説：いしかわじゅん）
6. 2001年10月12日、ISBN 4-06-360064-5（解説：浅草キッド）
7. 2001年10月12日、ISBN 4-06-360065-3（解説：吉田豪）

講談社プラチナコミックス（KPC）タイガーマスク
覆面ワールド・リーグ戦の巻 2010年12月15日、ISBN 978-4-06-374762-1
このほか、講談社以外ではサンケイ出版（現・扶桑社）より1986年にサンケイコミックスで「梶原一騎傑作全集」と銘打ち、全11巻を刊行している。またスポーツニッポンが「MANGA ARCHIVOS WEEKLY」（マンガ・アルチーボ ウィークリー）の第2弾として2015年3月からタブロイド判24ページで連載し、35号で完結した。

## イメージソング
漫画版のイメージソングとして製作された楽曲。
- タイガー・マスク
  - 作詞：梶原一騎、作曲：いずみたく、編曲：親泊正昇、歌：坂本博士、ひばり児童合唱団[2]
  - 1968年発売。キングレコード、BS(H)-2010。

## アニメ

### 解説
東映動画製作でアニメ化され、よみうりテレビ・日本テレビ系列にて1969年10月2日から1971年9月30日まで全105話が放映された。

### スタッフ
- 企画 - 斎藤侑、江藤昌治（東映動画）
- 原作 - 梶原一騎、辻なおき
- 音楽 - 菊池俊輔
- キャラクターデザイン - 木村圭市郎
- 作画 - 米川功真、白土武、小松原一男、羽根章悦、塩山紀生、才田俊次、山口泰弘、入辺虎武、大橋学、高橋春男、百瀬義行、清山滋崇、内山正幸、丹内司、生頼昭憲、木下勇喜、山内昇寿郎 他
- 撮影 - 酒井寿一、白根基万、高橋宏固、町田賢樹、島敏之、井出昭一郎、細田民男、服部正行、菅谷正昭、不破孝喜、柳田久次郎
- 編集 - 花井正明、鈴木寛、大八木康行、千蔵豊、上中哲夫、鳥羽亮一
- 録音 - 神原広巳、荒川文雄、小西進、波多野勲、二宮健治
- 効果 - 大平紀義
- 記録 - 木俣時子、勝原繁子、二宮禧代、田中千鶴、的場節代、黒石陽子、馬道子、佐伯節子、大橋千加子、鈴木泰子、熊沢直美、波多野絋子、早見佐代子、佐伯節子、小林ふみ子、高野ヒサ子、池田紀代子
- 選曲 - 宮下滋、賀川晴雄
- 演出助手 - 小湊洋市、大網郁夫、藤岡正宣、及部保雄、福島一三、山田勝久、蕪木登喜司、山口秀憲、浦上昭人、佐々木正広、中込綏彦、藤田隆明、今井康博、横田和善、森下孝三
- 製作進行 - 竹村璋三、堂山喜史、館浩二、三沢徹夫、江野沢通之、渡部一雄、大辻平八郎、平賀みちる、武田嘉昭、堤四四三
- 現像 - 東映化学
- 制作 - 東映、よみうりテレビ

最高視聴率は、1970年3月19日放送（第25話「黄金仮面との死闘」）の31.9%（ビデオリサーチ調べ、関東地区）。 

### 主題歌
曲名はどちらも映像では未紹介、JASRACでの正題。
編曲者はどちらも映像では未紹介、レコードによるもの。
オープニングテーマ「タイガーマスク」

作詞 - 木谷梨男 / 作曲・編曲 - 菊池俊輔 / 唄 - 新田洋、 スクールメイツ
エンディングテーマ「みなしごのバラード」

作詞 - 木谷梨男 / 作曲・編曲 - 菊池俊輔 / 唄 - 新田洋
主題歌を作詞した木谷梨男は、東映プロデューサー(当時）の斎藤侑のペンネームである。
「タイガーマスク」「みなしごのバラード」共に、水木一郎が2011年発売のアルバム『THE HERO ～Mr．アニソン～』でカバーしている（曲名は「タイガーマスク・メドレー」）。

### 放送局
- 読売テレビ（制作局）： 木曜 19:00 - 19:30
- 日本テレビ：木曜 19:00 - 19:30
- 札幌テレビ[注釈 1]：水曜 18:00 - 18:30（1969年10月1日 - 1970年3月25日） → 金曜 18:00 - 18:30（1970年4月3日 - 1971年10月1日）[4]
- 青森放送：木曜 19:00 - 19:30[5]
- 岩手放送：月曜 18:00 - 18:30[6]
- 秋田放送：木曜 19:00 - 19:30[5]
- 山形放送：土曜 18:00 - 18:30[7]
- 仙台放送：月曜 18:00 - 18:30[8][注釈 2]
- 福島テレビ：月曜 18:00 - 18:30（101話まで）→ 月曜 17:45 - 18:15（102話から）[12]
- 新潟放送：木曜 18:00 - 18:30[13]
- 北日本放送：木曜 19:00 - 19:30[14]
- 北陸放送：月曜 18:00 - 18:30（1971年10月18日まで放送）[15]
- 福井放送：木曜 19:00 - 19:30[14]
- 名古屋テレビ：水曜 19:00 - 19:30
- 日本海テレビ：木曜 19:00 - 19:30
- 広島テレビ：日曜 17:30 - 18:00（1971年4月4日時点）[16]
- 山口放送：木曜 19:00 - 19:30
- 西日本放送：木曜 19:00 - 19:30
- 南海放送：木曜 19:00 - 19:30
- 福岡放送：木曜 19:00 - 19:30
- 大分放送：日曜 18:00 - 18:30（1970年4月5日まで）
- 宮崎放送：月曜 18:00 - 18:30

### 劇場版
テレビアニメの内、第1作が3本『東映まんがまつり』内で上映されている。
- 『タイガーマスク』[17][18]
  - 1970年3月17日公開（1970年春の東映まんがまつりのうちの1本）
  - 上映時間：47分
  - 第9話「飢えたゴリラマン」と第10話「肉弾メガトンおとし」の再編集ブローアップ版[19]
- 『タイガーマスク ふく面リーグ戦』[20][21]
  - 1970年7月19日公開（1970年夏の東映まんがまつりのうちの1本）
  - 上映時間：53分
  - 第23話から第26話までの4本の再編集ブローアップ版[22]
- 『タイガーマスク 黒い魔神』[23][24]
  - 1971年3月20日公開（1971年春の東映まんがまつりのうちの1本）
  - 上映時間：21分
  - 第56話「黒い魔神」のブローアップ版[25]。シリーズ唯一の1話ブローアップ作品

| 読売テレビ制作・日本テレビ系列 木曜 19:00 - 19:30               | 読売テレビ制作・日本テレビ系列 木曜 19:00 - 19:30                     | 読売テレビ制作・日本テレビ系列 木曜 19:00 - 19:30 |
| 前番組                                                          | 番組名                                                                | 次番組                                            |
| --------------------------------------------------------------- | --------------------------------------------------------------------- | ------------------------------------------------- |
| 意地悪ばあさん （ドラマ第1作） （1968年4月4日 - 1969年9月25日） | タイガーマスク （1969年10月2日 - 1971年9月30日） 【当番組のみアニメ】 | トニーの外人歌合戦 （1971年10月7日 - 12月30日）   |

## 実写映画
日本映画として2013年11月9日に公開された。『タイガーマスク』としては、初の実写作品となる。
2011年2月、原作者・梶原一騎の実弟である真樹日佐夫が、実写版を製作すると発表した（この時点で配役や主な詳細は未定）。同年11月に主要な配役がマスコミを通して発表され、2013年6月にビジュアルが公開されたと同時に、公開時期を2013年11月にすることが発表された。
作品の全体的なテイストは原作の基本設定を踏襲しつつ現代の感覚に合わせたものに洗練化されており、タイガーマスクのデザインも特撮の変身ヒーロー然とした全身を覆うアーマー風スーツにリ・アレンジされている。また、『虎の穴』はプロレスではなく地下格闘技（原作で言う所のカミカゼ編）での戦いを主な収入源としているが、会員制の動画配信サービスなども行っている模様。ニューヨーク・エイジアン映画祭出展作品。
全国39館で公開されたが、多くは1日1回～2回上映という寂しい状況だった。39館のうち13館は1週間で公開を終了。残りの館も2週間でほぼ上映終了となった。
この映画にミスターX役で出演した哀川翔は映画公開前の2011年2月23日、都内で行われたau「アニメ王決定戦」発表イベントでタイガーマスクやバカボンのパパのかぶり物を手にして登場した際に「20代のころまでタイガーマスクに“なるんだ”と思っていた」という一面を告白、昨今の“伊達直人現象”について、「いい方向に続くのは良いと思う。義理人情は、日本人にとって大事なことだと思う」とコメントし、「（伊達直人より）タイガーマスクになりたかった。マスクをかぶりたかった」とあくまで伊達直人ではなく、タイガーマスクに興味があったことを明かしていた。

### ストーリー
天涯孤独の放浪少年・伊達直人はナゾの男・ミスターXに格闘の資質を見出され、秘密道場・虎の穴で苛烈なトレーニングに身を投じる。
虎の穴に入ってから10年後、直人は同期のダンとジョーと共に虎の穴最強の戦士“ タイガーマスク “の候補生に選ばれる。タイガーマスクになれば地下格闘技界で華々しい活躍を約束されたも同然であり、三人は我こそがタイガーだと今まで以上に切磋琢磨しあうのだった。
そんな折、直人は偶然にも放浪前に過ごしていた孤児院・ちびっこハウスの幼なじみである少女ルリ子と出会う。彼女との出会いを期に久しく忘れていた温もりを覚える直人であったが、ソレは「自分以外は全て敵」という虎の穴のポリシーに反するものであった。非情か愛か、ブラックマネーが飛び交う四角いジャングルで直人の心は揺れ動くのだった。

### 登場人物
- タイガーマスク / 伊達直人（演 - ウエンツ瑛士/子供時代 - 中島凱斗）

本作の主人公。幼い頃にミスターXに攫われ（原作とは違い、洗脳のような物を受けて自発的に向かっている）、地獄の特訓を潜り抜け、最強の証である「ブラックタイガーマスク」を獲得する。勝利の栄光と莫大な報酬のためだけに勝ち星を稼いでいたが、ルリ子との出会い、ダンとの死別を受け、次第に人間らしい感情が芽生えていく。ブラックタイガーマスクを捨て去り虎の穴を抜けた後、ちびっこハウスで行き倒れていた所を若月兄弟に見つかり、ボランティアで住み込むこととなる。楽しい日々を送るものの、ジョーによるちびっこハウスの放火に激怒し、ダンから受け継いだゴールデンタイガーマスクを携え、虎の穴との決戦に向かう。
- 若月ルリ子（演 - 夏菜/子供時代 - 大森絢音）

直人の幼馴染で、原作とは違い「直人」と呼び捨てにしている。現在はちびっこハウスの職員を務める。10年ぶりに再会した直人に好意を抱く。
- ミスターX（演 - 哀川翔）

虎の穴東京支部の支配人。原作とは違って泰然自若とした態度で、カリスマ性を有する。左目が義眼で、ステッキは光らせることで衝撃波を放つ。装着者の潜在能力を覚醒させる仮面「タイガーマスク」を開発した張本人。また、生身の戦闘力もゴールデンタイガーマスクを圧倒するほど。
- ダン（演 - 良知真次）

虎の穴での直人の同期。地獄の特訓を潜り抜け、俊敏性に特化した「ゴールデンタイガーマスク」を獲得する。直人と仲が良かったが、試合後に乱入してきたジョーの反則攻撃を受け続けて完敗を喫し、再起不能との診断を下されてXに処刑された。その死は直人の心に大きな波紋を残すこととなる。
- ジョー（演 - 勝信）

虎の穴での直人の同期。攫われる前から放火などの少年犯罪を繰り返していたという噂があり、気性が荒い。地獄の特訓を潜り抜けたが、与えられたのがブラックではなく怪力に特化した「ホワイトタイガーマスク」だったため直人に激しい嫉妬心を抱く。ダンの試合に乱入し、反則を含めた激しい暴行を加えKOする。直人の脱走後は彼との対決を望み、ちびっこハウスに火を放ち、グレートタイガーとなって直人を迎え撃つ。
- レイナ（演 - 釈由美子（特別出演））

虎の穴の女性トレーナー。美しい容貌だが冷酷な性格。直人に対してはその無鉄砲さを危惧し諭すなど、目をかけている。
- マキ（演 - 平野綾（友情出演））

虎の穴の女性トレーナー。給仕などを務める。普段は温厚だが、怒るとヤクザのような口調になる。
- 若月光太郎（演 - 温水洋一）

10年前のちびっこハウスの園長で、ルリ子の父親。経営難による借金に追われている。現在は既に故人。
- 若月アキラ（演 - 藤井貴規）

現ちびっこハウス園長。ルリ子の兄で、直人からは「アキラ兄ちゃん」と呼ばれている。失踪し、急に戻ってきた直人に困惑した。
その他キャスト
- 宮地真緒
- 遠藤久美子
- 辻よしなり
- ビッグ村上
- 金山一彦
- 真樹日佐夫
- 三池崇史

ほか

### 主題歌
- AAA「MASK」（avex trax）[30]

### スタッフ
- 原作：梶原一騎・辻なおき「タイガーマスク」（講談社漫画文庫所載）
- 監督：落合賢
- 脚本：伊藤秀裕、江良至、落合賢、マイケル・ウェルス・ショック
- 監修：真樹日佐夫
- 音楽：遠藤浩二
- 撮影：クリス富雷陸
- 照明：渡部嘉
- 録音：沼田和夫
- 美術：山﨑輝
- 編集：目見田健
- キャスティング：山﨑美春
- 特殊造形デザイン：JIRO
- アクション監督：小原剛（補佐：大石将史）
- スーツアクター：川本耕史、松上順也
- 特別協力：新日本プロレスリング、スクウェア・エニックス、YouTube
- 企画：中沢敏明、伊藤秀裕、山本芳裕
- 共同製作：千野毅彦、松下卓也、桑田潔
- チーフプロデューサー：厨子健介、谷澤伸幸、山本芳久
- プロデューサー：鷲頭政充
- 製作：2013「タイガーマスク」製作委員会（セディックインターナショナル、メディア・ワークス[31]、電通、講談社、テレビ朝日、エクセレントフィルムズ）

## ゲーム
タイガーマスク虎打 ～タイピング虎の穴～
SSIトリスター（現：TRISTER）より、2002年10月11日に発売されたwindows用タイピングソフト。プレイヤーはタイガーマスクこと伊達直人となってタッチタイピングを習得することができる。アニメ版をベースにしていてゲーム中のBGMなどはアニメのそれを使用し、アニメの静止画のほか新規カットも追加されているが、声優はアニメ版と異なる。「黄色い悪魔」から「栄光の彼方」までの全6話の「ストーリーモード」、トレーニングとその他のメニューで構成される「虎の穴地獄特訓」の２つのモードがプレイ可能。ストーリーモードはアニメの1/3程度までのところで終了するために、赤き死の仮面、イエロー・デビル、幻の三幹部やミラクル3などの敵キャラクターは登場しない。全ステージをクリアすると隠しステージがプレイでき、グレートゼブラ＝ジャイアント馬場との対戦が可能となっている。声優陣は伊達直人役に故人となった富山敬に代わって『タイガーマスク二世』で二代目タイガーマスクこと亜久竜夫役の堀秀行を起用しているほか、ソフト起動時に始まるアニメのオープニング「行け！タイガーマスク」冒頭の「虎だ、虎だ、お前は虎になるのだ」という台詞の声が青野武に、トレーニングモードで登場するミスターXは大平透が声を担当しているなど、先述の通り声優陣はアニメと異なっている。

## パチンコ・パチスロ
パチンコ
- CRタイガーマスク（2004年、エース電研）
- CRフィーバータイガーマスク（2010年、SANKYO）
- CRフィーバータイガーマスク2（2013年、SANKYO）

2010年10月から放送された「CRフィーバータイガーマスク」のテレビコマーシャルに登場した覆面レスラーはプロレスリング・ノアに所属する選手が演じた。その内訳は、タイガーマスク（丸藤正道）、ブラックバイソン（杉浦貴）、キングサタン（潮崎豪）、スカルスター（志賀賢太郎）、ゴールデンマスク（佐野巧真）、エジプトミイラ（井上雅央）、ライオンマン（森嶋猛）。
- CRフィーバータイガーマスク3－ONLY ONE－（2016年、SANKYO）

パチスロ
- タイガーマスクCR・タイガーマスク21（2001年、IGTジャパン）
- パチスロタイガーマスク（2013年、SANKYO）

## 続編・関連作品
タイガーマスク二世
『タイガーマスク』の続編だが、ストーリー的には伊達直人が死んだ原作漫画の続きとなっている。初代タイガーマスクである伊達直人の遺志を受け継ぎ、こまどり学園の孤児である亜久竜夫がタイガーマスク二世としてプロレス界で活躍する。1980年から1982年にかけて、月刊「少年ポピー」から「増刊少年マガジン」に掲載誌を変えつつ連載された。1981年にアニメ化されている。
タイガーマスク・ザ・スター
『タイガーマスク』の原作者・梶原一騎の没後の1993年から1994年にかけて、スポーツ新聞『東京スポーツ』に連載された。原作は梶原一騎の実弟である真樹日佐夫、作画は風忍。
この作品は『タイガーマスク』のリメイク的な内容となっており、「孤児院で育った青年・紅血勇児（くれない・ちゅうじ）が、謎のマスクマン「タイガーマスク・ザ・スター」としてアメリカの闇プロレス組織から抜け出し、表舞台のWWF（のちのWWE）に転進、やがて日本マット界へと舞台を移していく」という内容。「孤児院」「実在レスラーとのからみ」「闇レスラー出身」など共通点は多いが、掲載紙がスポーツ新聞だったこともあり内容はかなりアダルト向けであり、アメリカが舞台であることなどが異なる。
単行本は2巻まで出て、いよいよ日本を舞台にして日本人レスラーと絡んでいくところまで進展していたが、漫画1作目『タイガーマスク』の作画担当である辻なおきが「自分に無断ではじめた連載」と連載差止めを要求し、未完で中止された。これに伴い、コナミで進行していたスーパーファミコン用のゲームソフト化（東京ゲームショウで配布された同社の製品カタログにも、新製品としてタイトルやプラットフォームといった概要のみが発表されていた）も中止となっている。
1994年に真樹の指揮のもと、日本国外で実写化されている。日本ではオリジナルビデオにて、『闇のファイター/ビハインド・ザ・マスク』のタイトルで、2まで発売された。
TIGER MASK -シャドウ・オブ・ジャスティス-
講談社「ヤングマガジンサード」2015年vol.11から2016年vol.10まで連載。1作目を「オリジナル原作」とし、シナリオは小林且典（企画屋）が、作画は長田悠幸がそれぞれ担当。時代を近未来世界に設定し、ヒーローがリング上で犯罪者を倒す（＊プロレスではない）という「正義のショー」を舞台にする。キャッチフレーズは『この「正義」に満ちた「世界に」牙をむけ』。
タイガーマスクW
2016年10月2日未明（1日深夜）からテレビ朝日ほかで随時放送、東映アニメーション（東映動画から社名変更）が制作。本作は基本的にアニメ第1作の続編として制作されている。本作の放送に合わせ、10月10日両国大会にプロレスラー・タイガーマスクWが登場した。

## 余話
- 1971年に番組内で発表され、後にレコード化された『ママとあそぼう!ピンポンパン』挿入歌「ピンポンパン体操」に、タイガーマスクをパロディにしたフレーズが登場する[35]。
- 恵まれない人々や子供たちのために善意の行動を行う一般人が、正体を隠すためにタイガーマスクの覆面を被ったり、「伊達直人」を名乗ったりすることがある。その先駆けとなった会社員が群馬県前橋市在住だったことから、前橋市は2017年、ふるさと納税による寄付の一部を、児童養護施設などから社会人になる人の自立支援に充てる「タイガーマスク運動支援プロジェクト」を手掛けている[36]。
- プロレスで孤児院運営の資金を稼いだ実在のフライ・トルメンタのデビューは1978年であり[37]、1968年から連載が開始された本作が10年先行する。したがってトルメンタがタイガーマスクのモデルであるといった関係はない。
- 2019年上半期の「連続テレビ小説・なつぞら」にて、ヒロインの奥原なつが「東洋動画（東映動画がモデル）」で手掛けたアニメ「キックジャガー」で、主人公が覆面を使用していることから、当作品からのオマージュとされる[38]。但し、題材はキックボクシングであり、同時期に東映動画が手がけた「キックの鬼」との共通点もある。